# Edvard Johansson
Edvard Johansson, född 1896 i Sala, död okänt år, var en svensk montör på Stockholms slott, målare och tecknare.
Hans konst består av landskap, blomsterstilleben, porträtt och genreartade motiv utförda i olja, akvarell och i form av teckningar. Separat ställde han ut på Lilla utställningen i Stockholm 1930 och tillsammans med Jan och Ulla-Britta Johansson i Eskilstuna 1942 samt med Samuel Palmquist i Sala. Han medverkade i samlingsutställningar med Sveriges allmänna konstförening på Liljevalchs konsthall i Stockholm samt utställningar arrangerade av Västerås konstförening. Johansson är representerad vid Västerås konstförenings galleri.